# Partecipanti al Tour Down Under 2024
Elenco dei partecipanti al Tour Down Under 2024.
Il Tour Down Under 2024 è stata l'ottava edizione della corsa. Alla competizione presero parte 20 squadre: le diciotto iscritte all'UCI World Tour 2024, una invitata dell'UCI Europe Tour 2024 e una selezione australiana.
Presero parte alla gara 139 ciclisti.

## Corridori per squadra
Nota: R ritirato, NP non partito, FT fuori tempo, SQ squalificato
| UAE Team Emirates         | UAE Team Emirates         | UAE Team Emirates         | Team Jayco AlUla                | Team Jayco AlUla                | Team Jayco AlUla                | Bahrain Victorious    | Bahrain Victorious    | Bahrain Victorious    |
| ------------------------- | ------------------------- | ------------------------- | ------------------------------- | ------------------------------- | ------------------------------- | --------------------- | --------------------- | --------------------- |
| N°                        | Ciclista                  | Clas.                     | N°                              | Ciclista                        | Clas.                           | N°                    | Ciclista              | Clas.                 |
| 1                         | Alessandro Covi           | 107°                      | 11                              | Caleb Ewan                      | 103°                            | 21                    | Nicolò Buratti        | 119°                  |
| 2                         | Finn Fisher-Black         | 63°                       | 12                              | Simon Yates                     | 7°                              | 22                    | Phil Bauhaus          | 88°                   |
| 3                         | Álvaro Hodeg              | 127°                      | 13                              | Luke Plapp                      | NP 4ª                           | 23                    | Jack Haig             | 10°                   |
| 4                         | António Morgado           | 47°                       | 14                              | Kelland O'Brien                 | 90°                             | 24                    | Fran Miholjević       | 87°                   |
| 5                         | Diego Ulissi              | 19°                       | 15                              | Michael Hepburn                 | 129°                            | 25                    | Johan Price-Pejtersen | 130°                  |
| 6                         | Michael Vink              | 98°                       | 16                              | Chris Harper                    | 26°                             | 26                    | Cameron Scott         | NP 4ª                 |
| 7                         | Isaac Del Toro            | 3°                        | 17                              | Campbell Stewart                | 122°                            | 27                    | Torstein Træen        | NP 5ª                 |
| Soudal Quick-Step         | Soudal Quick-Step         | Soudal Quick-Step         | Decathlon AG2R La Mondiale Team | Decathlon AG2R La Mondiale Team | Decathlon AG2R La Mondiale Team | Intermarché-Wanty     | Intermarché-Wanty     | Intermarché-Wanty     |
| N°                        | Ciclista                  | Clas.                     | N°                              | Ciclista                        | Clas.                           | N°                    | Ciclista              | Clas.                 |
| 31                        | Julian Alaphilippe        | 6°                        | 41                              | Clément Berthet                 | 46°                             | 51                    | Lilian Calmejane      | 24°                   |
| 32                        | Josef Černý               | 126°                      | 42                              | Franck Bonnamour                | 54°                             | 52                    | Biniam Girmay         | 56°                   |
| 33                        | James Knox                | 30°                       | 43                              | Jaakko Hänninen                 | 41°                             | 53                    | Madis Mihkels         | 74°                   |
| 34                        | Casper Pedersen           | 83°                       | 44                              | Paul Lapeira                    | 77°                             | 54                    | Tom Paquot            | 113°                  |
| 35                        | Pieter Serry              | 59°                       | 45                              | Valentin Paret-Peintre          | 8°                              | 55                    | Simone Petilli        | 58°                   |
| 36                        | Antoine Huby              | 27°                       | 46                              | Nans Peters                     | 71°                             | 56                    | Dion Smith            | 57°                   |
| 37                        | Gil Gelders               | 76°                       | 47                              | Bastien Tronchon                | 21°                             | 57                    | Georg Zimmermann      | 12°                   |
| Israel-Premier Tech       | Israel-Premier Tech       | Israel-Premier Tech       | Ineos Grenadiers                | Ineos Grenadiers                | Ineos Grenadiers                | Bora-Hansgrohe        | Bora-Hansgrohe        | Bora-Hansgrohe        |
| N°                        | Ciclista                  | Clas.                     | N°                              | Ciclista                        | Clas.                           | N°                    | Ciclista              | Clas.                 |
| 61                        | George Bennett            | 36°                       | 71                              | Filippo Ganna                   | 116°                            | 81                    | Sam Welsford          | 99°                   |
| 62                        | Guillaume Boivin          | 125°                      | 72                              | Laurens De Plus                 | 45°                             | 82                    | Roger Adrià           | 18°                   |
| 63                        | Simon Clarke              | 68°                       | 73                              | Leo Hayter                      | 123°                            | 83                    | Patrick Gamper        | 75°                   |
| 64                        | Derek Gee                 | 52°                       | 74                              | Jhonatan Narváez                | 2°                              | 84                    | Filip Maciejuk        | 94°                   |
| 65                        | Nick Schultz              | 11°                       | 75                              | Joshua Tarling                  | 55°                             | 85                    | Ryan Mullen           | 117°                  |
| 66                        | Corbin Strong             | R 5ª                      | 76                              | Ben Swift                       | 110°                            | 86                    | Danny van Poppel      | 101°                  |
| 67                        | Stephen Williams          | 1°                        | 77                              | Elia Viviani                    | 118°                            | 87                    | Ben Zwiehoff          | 13°                   |
| Team DSM-Firmenich PostNL | Team DSM-Firmenich PostNL | Team DSM-Firmenich PostNL | Cofidis                         | Cofidis                         | Cofidis                         | Arkéa-B&B Hotels      | Arkéa-B&B Hotels      | Arkéa-B&B Hotels      |
| N°                        | Ciclista                  | Clas.                     | N°                              | Ciclista                        | Clas.                           | N°                    | Ciclista              | Clas.                 |
| 91                        | Patrick Bevin             | 109°                      | 101                             | Piet Allegaert                  | 102°                            | 111                   | Louis Barré           | 28°                   |
| 92                        | Pavel Bittner             | 92°                       | 102                             | Rubén Fernández                 | 53°                             | 112                   | Anthony Delaplace     | 51°                   |
| 93                        | Patrick Eddy              | R 6ª                      | 103                             | Eddy Finé                       | 44°                             | 113                   | Laurens Huys          | 112°                  |
| 94                        | Sean Flynn                | 86°                       | 104                             | Milan Fretin                    | 72°                             | 114                   | Kévin Ledanois        | 78°                   |
| 95                        | Chris Hamilton            | 25°                       | 105                             | Oliver Knight                   | R 2ª                            | 115                   | Daniel McLay          | 128°                  |
| 96                        | Emīls Liepiņš             | 95°                       | 106                             | Simon Geschke                   | 42°                             | 116                   | Miles Scotson         | 85°                   |
| 97                        | Oscar Onley               | 4°                        | 107                             | Axel Mariault                   | 39°                             | 117                   | Michel Ries           | 31°                   |
| Movistar Team             | Movistar Team             | Movistar Team             | Team Visma-Lease a Bike         | Team Visma-Lease a Bike         | Team Visma-Lease a Bike         | EF Education-EasyPost | EF Education-EasyPost | EF Education-EasyPost |
| N°                        | Ciclista                  | Clas.                     | N°                              | Ciclista                        | Clas.                           | N°                    | Ciclista              | Clas.                 |
| 121                       | Jon Barrenetxea           | 32°                       | 131                             | Koen Bouwman                    | 33°                             | 141                   | Harry Sweeny          | 66°                   |
| 122                       | Iván García Cortina       | 81°                       | 132                             | Robert Gesink                   | 49°                             | 142                   | Stefan de Bod         | 43°                   |
| 123                       | Ruben Guerreiro           | 14°                       | 133                             | Bart Lemmen                     | 5°                              | 143                   | Owain Doull           | 73°                   |
| 124                       | Johan Jacobs              | 124°                      | 134                             | Johannes Staune-Mittet          | 105°                            | 144                   | Jack Rootkin-Gray     | 104°                  |
| 125                       | Manlio Moro               | 89°                       | 135                             | Milan Vader                     | 37°                             | 145                   | Jonas Rutsch          | 69°                   |
| 126                       | Vinícius Rangel           | 111°                      | 136                             | Loe van Belle                   | 60°                             | 146                   | Archie Ryan           | 29°                   |
| 127                       | Gonzalo Serrano           | 34°                       | 137                             | Mick van Dijke                  | 65°                             | 147                   | Jardi van der Lee     | 82°                   |
| Alpecin-Deceuninck        | Alpecin-Deceuninck        | Alpecin-Deceuninck        | Astana Qazaqstan Team           | Astana Qazaqstan Team           | Astana Qazaqstan Team           | Lidl-Trek             | Lidl-Trek             | Lidl-Trek             |
| N°                        | Ciclista                  | Clas.                     | N°                              | Ciclista                        | Clas.                           | N°                    | Ciclista              | Clas.                 |
| 151                       | Maurice Ballerstedt       | 108°                      | 161                             | Samuele Battistella             | 121°                            | 171                   | Dario Cataldo         | 91°                   |
| 152                       | Lars Boven                | 23°                       | 162                             | Gianmarco Garofoli              | 35°                             | 172                   | Juan Pedro López      | 16°                   |
| 153                       | Juri Hollmann             | 62°                       | 163                             | Michele Gazzoli                 | 120°                            | 173                   | Bauke Mollema         | 15°                   |
| 154                       | Tobias Bayer              | 40°                       | 164                             | Dmitrij Gruzdev                 | 80°                             | 174                   | Jacopo Mosca          | 79°                   |
| 155                       | Jason Osborne             | R 5ª                      | 165                             | Max Kanter                      | 38°                             | 175                   | Quinn Simmons         | 61°                   |
| 156                       | Luca Vergallito           | 17°                       | 166                             | Rüdiger Selig                   | NP 5ª                           | 176                   | Natnael Tesfatsion    | 50°                   |
| 157                       | Stan Van Tricht           | 84°                       | 167                             | Christian Scaroni               | 97°                             | 177                   | Mathias Vacek         | 64°                   |
| Groupama-FDJ              | Groupama-FDJ              | Groupama-FDJ              | Selezione Australiana           | Selezione Australiana           | Selezione Australiana           |                       |                       |                       |
| N°                        | Ciclista                  | Clas.                     | N°                              | Ciclista                        | Clas.                           |                       |                       |                       |
| 181                       | Clément Davy              | 115°                      | 191                             | Michael Storer                  | 20°                             |                       |                       |                       |
| 183                       | Fabian Lienhard           | 96°                       | 192                             | Damien Howson                   | 9°                              |                       |                       |                       |
| 184                       | Enzo Paleni               | 70°                       | 193                             | Declan Trezise                  | 100°                            |                       |                       |                       |
| 185                       | Laurence Pithie           | 22°                       | 194                             | Tristan Saunders                | 93°                             |                       |                       |                       |
| 186                       | Rudy Molard               | R 3ª                      | 195                             | Luke Burns                      | 67°                             |                       |                       |                       |
| 187                       | Reuben Thompson           | 48°                       | 196                             | Jackson Medway                  | 106°                            |                       |                       |                       |
|                           |                           |                           | 197                             | Liam Walsh                      | 114°                            |                       |                       |                       |